# Рётсвайлер-Ноккенталь
Рётсвайлер-Ноккенталь (нем. Rötsweiler-Nockenthal) — община в Германии, в земле Рейнланд-Пфальц. Входит в состав района Биркенфельд. Подчиняется управлению Биркенфельд. Население составляет 473 человека (на 31 декабря 2010 года). Занимает площадь 3,21 км².

## Население
| Год  | Численность | Численность |
| ---- | ----------- | ----------- |
| 1975 | 561         | [ 4 ]       |
| 2017 | 472         | [ 1 ]       |
| 2019 | 478         | [ 5 ]       |
| 2021 | 467         | [ 6 ]       |
| 2022 | 464         | [ 7 ]       |
| 2023 | 461         | [ 2 ]       |